# In High Places
In High Places ist ein Lied des britischen Komponisten und Multiinstrumentalisten Mike Oldfield. Es erschien erstmals 1983 auf dessen Album Crises und wurde 1987 mit vierjähriger Verspätung als Single ausgekoppelt. Der Leadgesang im Stück stammt von Jon Anderson, dem langjährigen Sänger von Yes.

## Entstehung
Eine frühe, rocklastigere Version von In High Places mit anderem Text und Leadgesang von Maggie Reilly spielte Mike Oldfield bereits 1982 auf seiner Five Miles Out World Tour. Da er mit dem Text und der Stimmung dieser Version jedoch unzufrieden war, überarbeitete er das Lied während der Aufnahmesessions zu seinem nächsten Album Crises und ließ auch Gastsänger Jon Anderson Änderungen an dem Text vornehmen. Daher sind sowohl Oldfield, als auch Anderson als Liedautoren angeben. Außerdem beteiligt an den Aufnahmen zu In High Places waren der Schlagzeuger Simon Phillips, der das Lied (wie alle Songs auf Crises) koproduzierte, sowie der Perkussionist Pierre Moerlen, der im Song das Vibraphon spielte.

## Veröffentlichung
1983, im Erscheinungsjahr des Albums Crises, wurde In High Places bei den Singleauskopplungen noch nicht berücksichtigt. Erst als im Sommer 1987 ein transatlantischer Flug Richard Bransons mit dem bis dato größten Heißluftballon aller Zeiten anstand (der einen Eintrag ins Guinness Buch der Rekorde sicherte), veröffentlichte Virgin Records In High Places aus diesem Anlass und mit vierjähriger Verspätung als Single in Großbritannien und Spanien. Auf der B-Seite befanden sich mit Poison Arrows und Jungle Gardenia zwei weitere, bereits zuvor veröffentlichte Lieder von Mike Oldfield. Während ersteres Lied 1984 auf dem Album Discovery erschienen war, bildete letzteres 1983 eine der B-Seiten der Single Moonlight Shadow. In High Places konnte sich jedoch weder in den britischen noch in den spanischen Singlecharts platzieren.

## Samples
Samples aus In High Places wurden sowohl von DJ Wich feat. Kurupt & Nironic für deren Song Much Higher (Album: The Golden Touch, 2008), als auch von Kanye West feat. Teyana Taylor, Nicki Minaj & Bon Iver für deren Song Dark Fantasy (Album: My Beautiful Dark Twisted Fantasy, 2010) verwendet.